# General López megye
General López egy megye Argentína középpontjától északkeletre, Santa Fe tartományban. Székhelye Melincué.

## Népesség
A megye népessége a közelmúltban a következőképpen változott:
| Év   | Lakosság |
| ---- | -------- |
| 2001 | 180 785  |
| 2010 | 191 024  |